# Ватога (Техас)
Ватога (англ. Watauga) — місто (англ. city) в США, в окрузі Таррант штату Техас. Населення — 23 650 осіб (2020).

## Географія
Ватога розташована за координатами 32°52′18″ пн. ш. 97°15′5″ зх. д. / 32.87167° пн. ш. 97.25139° зх. д. (32.871799, -97.251488).  За даними Бюро перепису населення США в 2010 році місто мало площу 10,78 км², з яких 10,78 км² — суходіл та 0,00 км² — водойми.

## Демографія
Згідно з переписом 2010 року, у місті мешкало 23 497 осіб у 7934 домогосподарствах у складі 6237 родин. Густота населення становила 2179 осіб/км².  Було 8209 помешкань (761/км²).
Расовий склад населення:
| - 79,3 % — білих - 5,9 % — чорних або афроамериканців - 5,1 % — азіатів - 0,9 % — корінних американців - 0,3 % — вихідців з тихоокеанських островів - 5,6 % — осіб інших рас |

До двох чи більше рас належало 3,0 %. Частка іспаномовних становила 20,1 % від усіх жителів.
За віковим діапазоном населення розподілялося таким чином: 28,6 % — особи молодші 18 років, 64,0 % — особи у віці 18—64 років, 7,4 % — особи у віці 65 років та старші. Медіана віку мешканця становила 33,5 року. На 100 осіб жіночої статі у місті припадало 95,1 чоловіків;  на 100 жінок у віці від 18 років та старших — 91,8 чоловіків також старших 18 років.
Середній дохід на одне домашнє господарство  становив 71 560 доларів США (медіана — 64 401), а середній дохід на одну сім'ю — 73 820 доларів (медіана — 67 855). Медіана доходів становила 47 074 долари для чоловіків та 36 616 доларів для жінок. За межею бідності перебувало 8,7 % осіб, у тому числі 13,2 % дітей у віці до 18 років та 7,9 % осіб у віці 65 років та старших.
Цивільне працевлаштоване населення становило 12 446 осіб. Основні галузі зайнятості: освіта, охорона здоров'я та соціальна допомога — 15,4 %, роздрібна торгівля — 14,6 %, транспорт — 12,6 %.